# Титагиал ап Клинох
Титагиал ап Клинох (валл. Tutagual ab Clynog; VI век) — король Альт Клуита в VI веке; сын Клиноха Альт Клуитского или его брата Кедика.
Также известен как Тидуал Тидклид (валл. Tudwal Tudclyd). Его имя — Tudwal — переводится как «Народный Вождь» (где «Tud» — «народ», со средневекового ирландского «túath» + старо-валлийский «вождь» — «лидер»), а прозвище — Tudclyd — означает «защитник людей» (от «Clyd» — «защищать»).

## Биография
Нехватка земель из-за постоянных разделов Альт Клуита между наследниками вынудила Титагиала начать войну против Кинварха Угрюмого, в результате чего от Северного Регеда был отторгнут Галвидел.
Титагиал был язычником, и известен его конфликт со св. Нинианом, пожелавшим основать церковь в Уитхорне около 530 года.
Титагиалу ап Клиноху наследовал его второй сын Риддерх Щедрый.

## Семья
Женой Тудвала была Элувед верх Передир ап Морхен ап Эднивед ап Максен Вледиг. У них было три сына: Морган Богатый, Риддерх Щедрый и Рикульф, отец Святого Мелангелла.

## В легенде
Точильный камень Тудвала Тудклида указан как одно из «Тринадцати сокровищ Британии». Оно заостряло оружие смельчака и затупляло оружие труса. В некоторых версиях добавляется, что если бы он использовался для точения меча смелого человека, тогда любой, кто был ранен мечом, наверняка погиб. Третьи добавляют, что если бы меч принадлежал трусу, человек поражался им ни чуть не хуже.